# دولي مينغا
دولي مينغا (2 مايو 1993 بفيرفييتوا في بلجيكا - ) هو لاعب كرة قدم بلجيكي في مركز الهجوم. شارك مع منتخب بلجيكا تحت 19 سنة لكرة القدم ومنتخب بلجيكا تحت 21 سنة لكرة القدم ومنتخب أنغولا لكرة القدم. أما مع النوادي، فقد لعب مع سبورتينغ براغا وستاندارد لييج وليرس ونادي تورينو ونادي تونديلا ونادي سينت ترويدن وS.C. Braga B ‏ وS.L. Benfica B ‏.

## مسيرته الكروية
لعب دولي مينغا خلال مسيرته الاحترافية مع 12 ناديًا في أربعة عشر موسمًا وسجل خلالها 12 هدفًا ضمن 172 مباراة. ولم يفز بأي موسم بالكأس أو بالدوري.
خاض دولي مينغا مسيرته مع نادي ستاندارد لييج في موسم 2011–12 لمدة موسم واحد، مشاركًا في مباراة ولم يسجل أي هدف. ثم انتقل إلى نادي تورينو في موسم 2012–13 لمدة موسم واحد، حيث شارك في مباراة ولم يسجل أي هدف أيضًا. لينتقل بعدها إلى نادي ليرس في موسم 2013–14 لمدة موسم واحد، مشاركًا في 37 مباراة سجل خلالها 4 أهداف. ثم انتقل إلى نادي سبورتينغ براغا في موسم 2014–15 لمدة موسم واحد، مشاركًا في مباراة ولم يسجل أي هدف. هذا وانتقل لاحقًا إلى نادي تونديلا في موسم 2015–16 لمدة موسم واحد، مشاركًا في 25 مباراة ولم يسجل أي هدف أيضًا. ثم انتقل بعدها إلى نادي أسدود في موسم 2016–17 لمدة موسم واحد، مشاركًا في 13 مباراة ولم يسجل أي هدف أيضًا. ليعود وينتقل من جديد، لكن هذه المرة إلى نادي بلاكبول في موسم 2017–18 لمدة موسم واحد، مشاركًا في 8 مباريات ولم يسجل أي هدف أيضًا. لينتقل بعدها إلى نادي ليفينغستون لكرة القدم في موسم 2018–19 ولمدة موسمين، مشاركًا في 28 مباراة سجل خلالها هدفين.

## وصلات خارجية
- دولي مينغا على موقع الاتحاد الأوربي (الإنجليزية)
- دولي مينغا على موقع الاتحاد البلجيكي (الإنجليزية)
- دولي مينغا على موقع قاعدة بيانات كرة القدم.إي يو (الإنجليزية)
- دولي مينغا على موقع ليكيب (الفرنسية)
- دولي مينغا على موقع ناشيونال فوتبول تيمز (الإنجليزية)
- دولي مينغا على موقع Soccerbase.com (لاعب) (الإنجليزية)
- دولي مينغا على موقع Soccerway.com (الإنجليزية)
- دولي مينغا على موقع AS.com (الإسبانية)